# Ernst Brändel
Ernst Brändel (* 21. September 1883 in Zwickau; † 12. Oktober 1947 in Sandbostel) war Kreisleiter der NSDAP.

## Leben
Brändel trat zum 1. Mai 1928 der NSDAP bei (Mitgliedsnummer 87.240), war von 1930 bis 1939 Kreisleiter in Uelzen und wurde 1939 nach Cuxhaven versetzt. Zwei Jahre später erfolgte seine Ernennung zum Kreisleiter von Verden.  
Am 24. April 1945 wurde Ernst Brändel von den Alliierten in Verden verhaftet und zwei Tage später in das Internierungslager Sandbostel (vormals Stalag X-B) gebracht. Ein von der Spruchkammer in Stade am 12. Mai 1947 eröffnetes Verfahren gegen Brändel endete ohne Urteil, da der Angeklagte noch während des Verfahrens im Oktober 1947 starb.